# 東風破
《东风破》是一首由周杰伦演唱，方文山作词的歌曲，收录在周杰伦的专辑《叶惠美》中。这首歌运用了二胡和琵琶两种中国民族乐器，是中国风的代表之作。歌曲的名字，来自古代民间一种曲的形式，叫做曲破。著名跨栏运动员刘翔翻唱过这首歌。
这首歌还获得了2003年度音乐风云榜最佳作词，方文山也因着这首歌获提名2004年的第15届金曲奖最佳作词人奖。
日本樂團和樂器樂團於2017年翻唱此曲（中文原版），其後更推出日文翻唱版，由台日混血女歌手一青窈填寫日文歌詞。